# Ecsedy Miklós
Ecsedy Miklós (Etsédi/Etsedi) (Monospetri, 1754 körül – Makó, 1803 február 7.) református lelkész, költő.

## Életpályája
Apja Ecsedi György református prédikátor volt. Tanulmányait Debrecenben végezte, ahol a többi Ecsedi nevűektől megkülönböztetésűl poéta előnevet nyert; a teológiai szak végeztével Hódmezővásárhelyen volt gimnáziumi rektor 1781–1783 között, mire a makóiak meghivták lelkészüknek, amit elfogadott, előbb azonban a külföldi egyetemeket látogatta meg. 1784-ben hazajött és elfoglalta hivatalát, amelyet haláláig viselt.

## Munkái
- Bádgyadt lelkeket éleszgető csendes muzsika, az-az egynehány kegyes énekek. Buda, 1794. (50 éneket foglal magában. 2. kiadás. Vácz, 1795. 3. kiadás. Buda, 1807., Debreczen, 1819., 1832. és 1856.)
- Sok tövissek között felnőtt sárga liliom, azaz: Egynehány olyan elmélkedések, melyeket hosszas sinlődése között gyűjtögetett és nagy részént beteg ágyának szélin versekbe szedegetvén leirt; azután pedig, némely virrasztó énekekkel és halotti búcsúztató versekkel toldaélkúl megbővítvén, közhaszonra kibocsátott. Szeged, 1805.